# Мала Весь (гміна)
Гміна Мала Весь (пол. Gmina Mała Wieś) — сільська гміна у центральній Польщі. Належить до Плоцького повіту Мазовецького воєводства.
Станом на 31 грудня 2011 у гміні проживало 6264 особи.

## Площа
Згідно з даними за 2007 рік площа гміни становила 108.91 км², у тому числі:
- орні землі: 74.00%
- ліси: 16.00%

Таким чином, площа гміни становить 6.05% площі повіту.

## Населення
Станом на 31 грудня 2011:
| Опис     | Загалом | Загалом | Чоловіки | Чоловіки | Жінки | Жінки |
| -------- | ------- | ------- | -------- | -------- | ----- | ----- |
| одиниця  | осіб    | %       | осіб     | %        | осіб  | %     |
| все      | 6264    | 100     | 3113     | 49.70    | 3151  | 50.30 |
| міське   | 0       | 100     | 0        |          | 0     |       |
| сільське | 6264    | 100     | 3113     | 49.70    | 3151  | 50.30 |

## Сусідні гміни
Гміна Мала Весь межує з такими гмінами: Бодзанув, Бульково, Вишоґруд, Ілув, Нарушево, Слубіце.